# Euro disco
Euro disco (nebo také eurodisco a euro-disco) je hudební žánr, který je kombinací stylů a žánrů elektronické taneční hudby, jež má původ v Evropě na začátku 80. let. Vznikl zavedením nových prvků europopu a diska, vznikly tak nové hudební styly jako např. italo disco nebo eurohouse.
Začátkem 90. let se Euro disco přetvořilo na eurodance.

## Seznam interpretů
Do škatulky „euro disco“ bývají zařazováni následující interpreti:
- ABBA
- Alphaville
- Arabesque
- Banzai – „Viva America“
- Boney M
- Baccara
- Bananarama
- Sandra Cretu
- Falco
- Hot Blood – „Soul Dracula“
- Silver Convention
- Modern Talking
- Sinita
- Stock-Atkin-Waterman
- Donna Summer